# Nicu Stănescu
Nicu Stănescu (n. 20 mai 1903, Ploiești – d. 17 aprilie 1971, București) a fost un reputat dirijor, compozitor, aranjor și violonist virtuoz român, de etnie romă, important pentru formarea Orchestrei „Ciocârlia” (în 1947) și pentru conducerea timp de 20 de ani (în paralel cu Ionel Budișteanu) a Orchestrei de muzică populară „Barbu Lăutaru” a Filarmonicii „George Enescu” din București (din 1949 până în 1970).

## Biografie
S-a născut în ziua de 20 mai 1903 la Ploiești, într-o veche familie de lăutari. Atât tatăl său cât și bunicul au fost membri ai vestitului taraf al lui Dobrică Marinescu. Începe să învețe vioara de la tatăl său, Gheorghe Stănescu.

### Studiile muzicale
În perioada Primului Război Mondial învață vioara de la fratele său, Gheorghe, care îl pregătește pentru examenul de admitere la Conservatorul din București. Învață apoi primele noțiuni de teorie muzicală cu Boris Koffler în Ploiești.
Studiază vioara cu George Enescu între anii 1920 și 1924, iar apoi, la recomandarea acestuia, trece la clasa de vioară a profesoarei Cecilia Nițulescu-Lupu.
„Sfătuit de maestrul George Enescu care ocazional m-a ascultat, am intrat în Conservatorul de Muzică din București pe care l-am absolvit cu premiul I”—notează Nicu Stănescu într-o autobiografie predată lui Viorel Cosma pentru lexiconul muzicienilor români din 1965.
În cadrul Conservatorului studiază cu profesorii: Faust Nicolescu (teorie-solfegiu) și Ion Nonna Otescu (armonie). Beneficiază apoi și de îndrumarea lui Mihail Andricu (muzică de cameră), acesta fiind numit la catedră în ziua de 1 septembrie 1926, când Nicu Stănescu se afla în ultimul an de studii.
În 1927 termină Conservatorul și este angajat la Filarmonica București, fiind recomandat de către George Enacovici, pe atunci unul din primii concert-maeștri ai țării.

### Activitatea artistică
Începe să cânte ca solist în diverse restaurante, alcătuindu-și apoi propria formație. Cântă la restaurantul Berbec din Ploiești, dar și la cele din Capitală: Bufet, Presei și Parcul Millea, la cel din urmă câștigându-și faima, cântând împreună cu clarinetistul Iliuță Rudăreanu.

Începând cu 1939 începe să cânte alături de Grigoraș Dinicu la diferite evenimente, restaurante sau serate muzicale, relevantă fiind înregistrarea „Horei staccato” a lui Grigoraș Dinicu, unde Nicu Stănescu apare ca vioară a II-a. Debutează discografic în același an, la casa de discuri His Master's Voice, cu piesele „Sârba din căruță” și hora „Din spre ziuă”.

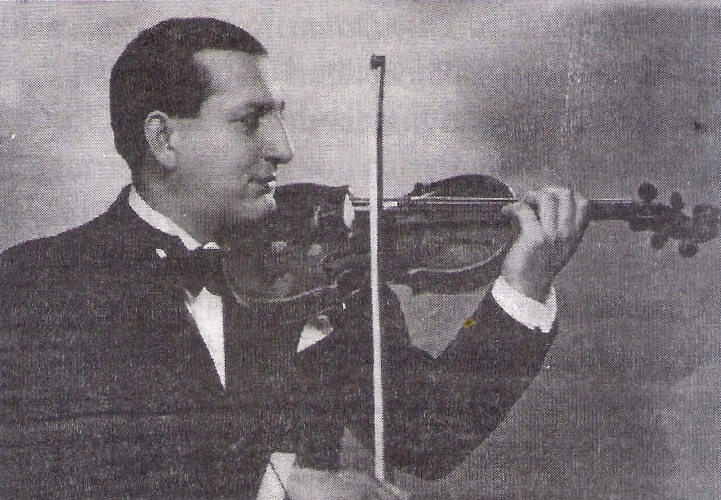
Violonistul Nicu Stănescu în 1930.

În timpul celui de-Al Doilea Război Mondial (1942-1945), transmisiile radio îi popularizează numele alături de cele ale altor șefi de orchestră precum Grigoraș Dinicu, Petrică Moțoi, Ion Luca-Bănățeanu, Ion Matache, Costică Tandin, Vasile Julea, Fănică Luca, Jean Marcu, Ionel Budișteanu, Victor Predescu și alții.
În 1947 preia conducerea Orchestrei „Ciocârlia” a Sindicatului Artiștilor Instrumentiști, iar mai apoi Orchestra „Barbu Lăutaru” a Institutului de Folklor (1949-1970) și Orchestra populară a Comitetului Radio (1949-1953).
Sub bagheta sa au evoluat reputați muzicanți precum: cântăreții Maria Lătărețu, Maria Tănase, Rodica Bujor, Ioana Radu, Ion Luican, Alexandru Grozuță, Petre Alexandru, Mia Braia, Eugenia Frunză, Emil Gavriș, Dan Moisescu, Angela Moldovan, Aurelia Fătu-Răduțu, Ștefan Lăzărescu, Ileana Sărăroiu, Gică Petrescu, Constantin Eftimiu ș.a.; violoniștii Ion Matache, Florea Cioacă, Ionel Banu, Nelu Urziceanu, Nelu Stan, naiștii Fănică Luca, Damian Luca, Damian Cârlănaru și Radu Simion; clarinetiștii Iliuță Rudăreanu, Nicolae Băluță și Alexandru Sandu; țambaliștii Mihai Ion Shină, Iancu Fieraru, Gheorghe Pandele, Andrei Pavel, Nicolae Vișan, Iosif Cocoș, Gheorghe Pantazi, Mitică Ciuciu și Toni Iordache; cobzarii Ion Zlotea, Ion Păturică și Grigore Kiazim; acordeoniștii Marcel Budală, Ilie Udilă, Nicolae Crăciunescu; fluierașii Constantin Urlățeanu, Ion Vădeanu și Ion Văduva; taragotiștii Iosif Milu, Luță Ioviță, Haralamb Ioviță și Ion Luță Ioviță, contrabasistul Florian Economu etc.

### Repertoriul și stilul
Repertoriul lui Nicu Stănescu a însumat toate piesele „clasice lăutărești”, moștenite din secolul trecut, precum și melodii, romanțe și jocuri populare culese și prelucrate de el însuși, atât pentru vioară, cât și pentru orchestră (de exemplu „Hora Furtună”).
Din repertoriul său fac parte piese culese de la lăutari cunoscuți ai mahalalelor orășenești precum: „Căruța poștei”, „Sârba de loc”, „Doina Jiului”, „Brâul pe șase”, „Geamparalele”, „Cimpoiul”, „Hora pizzicato”, „Doina Oltului”, „Ciocârlia”, la care se adăugau romanțe, piese lăutărești și de café-concert semnate de Anton Pann, George Cavadia, Nicolae Buică, George Boulanger, Grigoraș Dinicu, Marioara Fărcășanu, Alexandru Leon, Ionel Fernic etc.

### Compoziții și prelucrări
Talentul său componistic i-a permis prelucrări de anvergură orchestrală și lucrări pentru vioară precum: „Sârba de concert”, „Hora Miorița”, „Hora spiccato”, „Ceasornicul”, „Sârba de la Praga”, „Amintiri din Orient”, „Brâul lui Nicu Stănescu”, „Hora lui Nicu Stănescu”, „Sârba lui Nicu Stănescu” și altele. Având la dispoziție formații ample, de 50-70 de instrumentiști, dar mai ales bazându-se pe instrumentiști cu experiență, adunați din toate zonele țării, Nicu Stănescu a încercat să împrumute lucrărilor populare o statură „simfonică” nouă. A modificat mai multe melodii pentru a le propune o nouă sonoritate a jocului timbrelor, dialogurilor între partidele orchestrale, momentelor de solo-uri alternate cu cele de ansamblu („Hora mărțișorului”, „Hora Șapte scări”, „Jocul de la Coșereni”, „Gaida”, „Anicuța neichii dragă”, „Căruța poștei”, „Suita de melodii ardelenești”, „Brâul cu opriri”, „Joc ca la Medgidia”, „Ciuleandra”, „Fedeleșul”, „Mugur, mugurel”, „Pelin beau, pelin mănânc” etc.).

### Turnee artistice
A întreprins, ca violonist, dirijor și șef de orchestră, numeroase turnee în străinătate (Cehoslovacia, Polonia, URSS, Bulgaria, Ungaria, Turcia, Irak, Siria, Austria, Iugoslavia, China, Anglia, RPD Coreeană, Elveția, Finlanda, Albania, India, Egipt, SUA, Italia, RD Germană, Franța, Belgia etc.).
La 5 octombrie 1970, la Sala Pleyel din Paris, Nicu Stănescu susține un program de muzică populară românească (împreună cu naistul Damian Luca) alături de fanfara Scot Guard și ansamblul rus de balalaici Ciaika (laureate cu „Chitara de aur” și „de argint”). Aici a fost distins cu „Chitara de bronz” la concursul internațional organizat de Asiociațiia Franceză de Muzică Recreativă. Trecuseră aproape două decenii de la primul său premiu internațional dobândit la Praga (1949).

## Decesul
Moare la data de 14 aprilie 1971 la București, la vârsta de 68 de ani. Sicriul său a fost depus în holul Teatrului de revistă „Constantin Tănase” de pe Calea Victoriei, unde a avut loc adunarea de doliu. Presa a publicat un comunicat oficial semnat de Ministerul Culturii, Filarmonica de Stat „George Enescu”, Uniunea Compozitorilor și Muzicologilor și Institutul de Etnografie și Folclor.
Este înmormântat în cimitirul „Reînvierea” (fostul „Pătrunjel”) din Colentina.

## Distincții
A fost distins și încununat cu premii, decorații și titluri cucerite de-a lungul bogatei sale activități artistice:
- Premiul I la concursul pe țară al orchestrelor de muzică populară (1947)
- Laureat al Premiului de Stat, clasa I (pe anii 1950-1951)[11]
- Ordinul Muncii clasa a III-a (9 iunie 1954) „pentru merite deosebite în interpretarea muzicii populare”[12][13]
- titlul de Artist Emerit al Republicii Populare Romîne (26 august 1954) „pentru merite deosebite în activitatea artistică”[14]
- titlul de Maestru Emerit al Artei din Republica Populară Romînă (18 august 1964) „pentru merite deosebite în activitatea desfășurată în domeniul teatrului, muzicii, artelor plastice și cinematografiei”[15]
- Ordinul „Meritul Cultural” clasa a II-a (12 septembrie 1968) „pentru merite deosebite în activitatea muzicală”[16]
- Medalia „Chitara de bronz”, decernată de Academia Franceză de Muzică de Divertisment din Paris (1970).[8]

Dincolo de aceste distincții, a primit numeroase elogii și aprecieri din partea unor mari personalități de talie internațională precum Yehudi Menuhin, David Oistrah, Sviatoslav Richter, Igor Oistrah, Jacques Thibaud sau Fritz Kreisler.

## Aprecieri
„Domnului Nicu Stănescu. Spre amintire de la Craiova, 10 decembrie 1936.,George Enescu”—George Enescu - violonist și compozitor.
„Nicu Stănescu - un distins violonist, șef de orchestră, care provine din orașul Ploiești, a terminat Consrvatorul la clasa Cecilia Nizulescu-Lupu în anul 1927.
De atunci și până-n prezent, Nicu Stănescu împreună cu frații săi sunt atracția permanentă pentru restaurantul unde ei cântă. Are pe cei doi frați, unul pianist care execută foarte frumos multe cântece specifice pentru vioară, de exemplu «Ciocârlia», iar celălalt frate a terminat studiile de violoncel la clasa maestrului Dimitrie Gh. Dinicu (actualul profesor la Conservatorul de Stat).”—Grigore Dinicu - pianist.
„Ceasurile pe care le-am petrecut în stricta intimitate a lui Yehudi Menuhin și a lui Nicu Stănescu, când marele violonist american se interesa îndeaproape de muzica noastră populară și de modalitățile ei de interpretare, s-au agravat puternic în amintirea noastră.
Virtuoz al viorii, înzestrat totodată cum o mare sensibilitate, a contribuit mult la păstrarea și popularizarea tezaurului de cântece al poporului nostru.”—Jean Victor Pandelescu (necrolog publicat în revista Muzica nr. 6 din iunie 1971) - ziarist și critic literar.